# جيبة

تعديل مصدري - تعديل

جيبه هي إحدى قرى عزلة جعار بمديرية خنفر التابعة لمحافظة أبين، بلغ تعداد سكانها 43 نسمة حسب تعداد اليمن لعام 2004.